# ふたご座ミュー星
ふたご座μ星（ふたござミューせい、μ Gem）は、ふたご座の恒星で3等星。

## 特徴
ふたご座μ星は、太陽に比べ1,540倍以上のエネルギーを放出している。視直径は0.0135秒。μ星は、地球から見た場合、他の恒星よりも5倍以上の速度で移動しているように見える。
地球から見て2分離れて位置する9等級の星は、近くに見えているだけであり、実際にはμ星とは関連性は無いと推測されている。

## 名称
固有名の Tejat は、古いアラビア語でその意味もわからず、議論が続いている単語 al-taḥāyī の単数形 tiḥyāt に由来するとされる。元々 al-taḥāyī はこの星とη星、ν星の3つの星のことを指していたとする文献もある。かつては隣り合わせに位置するη星を Tejat Prior、μ星を Tejat Posterior と呼ぶこともあったが、2016年にη星にプロプス (Propus) という固有名が正式に付けられ、Tejat はμ星だけの固有名となった。2017年2月1日に国際天文学連合の恒星の命名に関するワーキンググループ (Working Group on Star Names, WGSN) は、Tejat をふたご座μ星Aaの固有名として正式に承認した。